# Frans van Schooten der Ältere

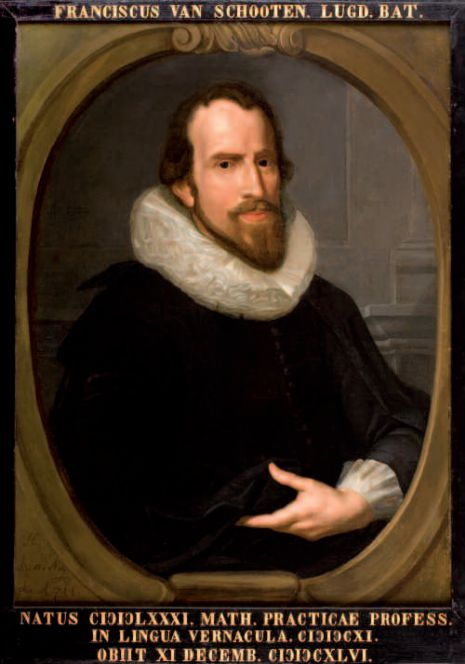
Frans van Schooten der Ältere

 Frans van Schooten der Ältere (* 1581 in Nieuwkerke, Gemeinde Heuvelland (Westflandern); † 11. Dezember 1646 in Leiden) war ein niederländischer Mathematiker, Kartograf und Ingenieur.
Der Vater von Schooten war Bäcker und floh vor den Spaniern aus Flandern nach Leiden, wo er sich um 1584 niederließ und ein Haus besaß. Frans van Schooten studierte Landvermessung an der Leidener Ingenieursschule bei Ludolph van Ceulen und Simon Fransz van Merwen (1548–1610) und Latein bei Rudolph Snel van Royen. Nach dem Tod von van Ceulen übernahm er 1611 dessen Vorlesungen in Mathematik (Elemente des Euklid) und unterrichtete auch Festungsbau. 1615 wurde er Professor an der Universität Leiden. Dort gehörten Christiaan Huygens und René Sluze zu seinen Schülern.
Er heiratete 1609 in Leiden Jannetje Hermansd., eines ihrer Kinder war Frans van Schooten, der seinen Leidener Lehrstuhl später übernahm. 1625 heiratete er nach dem Tod seiner ersten Frau Maria Goolen, eines ihrer Kinder war Peter van Schooten (1634–1679), der 1661 Professor an der Leidener Ingenieursschule wurde.
1617 veröffentlichte er eine niederländische Ausgabe der Elemente Euklids (die erste niederländische Ausgabe stammte von Jan Pieterszoon Dou 1606). Außerdem veröffentlichte er trigonometrische Tafeln und trug zu einer Ausgabe der Festungsbaulehre von Samuel Marolois bei.

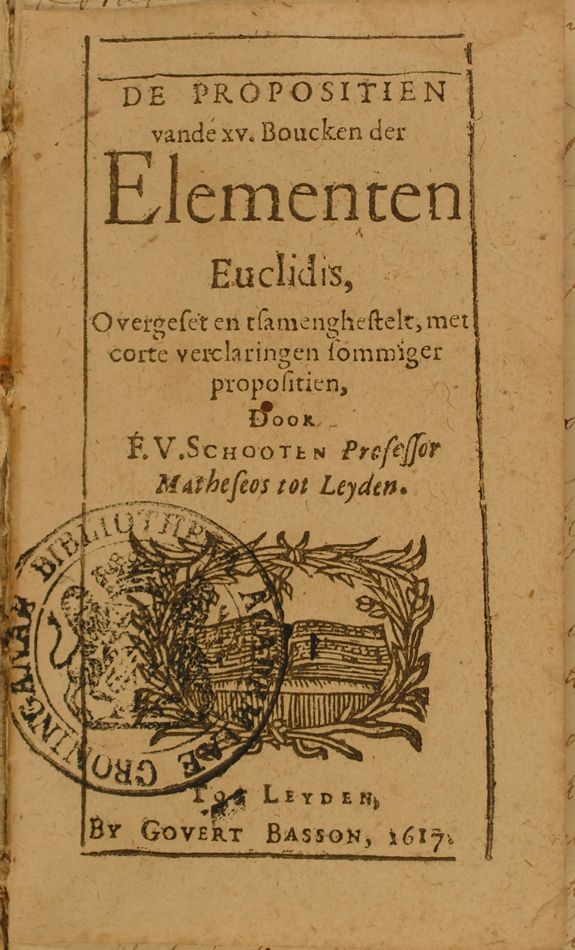
Van Schooten's Ausgabe der Elemente Euklids von 1617

## Schriften
- De propositien van de boecken van Euclides, Leiden: Govert Basson, 1617.
- Uitgewerkte voorstellen van theoretische en toegepaste meetkunde, opgehelderd door net geconstrueerde teekeningen, 1600–1625
- Roosekrans. Dordrecht. 1623.
- Oeuvres mathematiques de S. Marolois .... reduictes en meilleur ordre et corrigées ...., la geometrie par Theodore Verbeeck et la fortification par Francois Van Schooten. Amsterdam, 1626.
- Tabulae sinuum Tangentium et Secantium. Amsterdam 1627.
- Ned. Sinus Tafelen met het gebruyk derselve in regtlinische Triangelen. Amsterdam 1627; 1632